# Барятинский, Пётр Романович Беляй
Пётр Романович Барятинский Беляй (умер в 1648) — князь, воевода в Смутное время, во времена правления Михаила Фёдоровича и Алексея Михайловича, средний из трёх сыновей погибшего князя Романа Васильевича Барятинского и княжны Александры.

## Биография
Впервые упомянут в 1596 году десятне новиков по Костроме. В 1615 году — стряпчий, посланный с денежным жалованием к казакам, преследовавшим Лисовского у Вязьмы, и отводил ратных людей в Волоколамск. В 1617 году — стряпчий с платьем. В мае того же года являлся к царю с сеунчем от князя Юрия Яншеевича Сулешова с известием о победе под Дорогобужем. Во время обороны Москвы от королевича Владислава в 1618—1619 годах находился в Москве в одном их полков. В 1621 году — воевода в Пронске, откуда велено идти к Переяславлю. По отпуску больших воевод в Москву, оставлен воеводой в Пронске на зиму 1621 года.
В 1627—1640 годах — Дворянин московский). 27 марта 1627 года приглашён к царскому столу. 10 апреля 1631 года поздравлял государя в Светлое Воскресение.
В 1632 году полковой воевода в Калуге, затем в Козельске). В 1633—1535 годах — воевода Калуги, находился 1-м воеводою в Сторожевом полку на Крапивне. В связи с этим назначением в апреле 1635 года местничал и выиграл дело у Ивана Фустова, по ходу разбирательства получил прозвание Беляй: «бил ты челом Иван не делом, Барятинские люди честные и родословные, а ты Иван не родословный».
В 1637 году был при устройстве Лихвинских засек, а 30 января того же года участвовал в приёме литовского гонца. В мае дневал и ночевал на Государевом дворе, 5 июля приглашён на обед к царю.
В 1638 году служил в Туле, откуда был прислан в «Снятские ворота», вместо заболевшего воеводы З. Г. Шишкина.
В 1643 и 1645—1647 года воевода в Туринске.
В 1647 году был от службы отставлен, а вместо него приказано служить его сыну князю Ивану Петровичу.
Умер в 1648 году.

## Семья
Женат на княжне Анастасии. Владел поместьями в Московском уезде: Якшино с 1617 года, Ходаево, Палицыно и Катычагово с 1628 года. В Вологодском уезде: Архангельское, Кожухово, Фокино, Горка Залесье, Пашенино, Светляково, Тупицыно, Прокопово, Ременниково и Одинчиха. Имел свой двор в Москве. Все поместья отошли единственному сыну князю Ивану Петровичу.